# Oregon Route 202

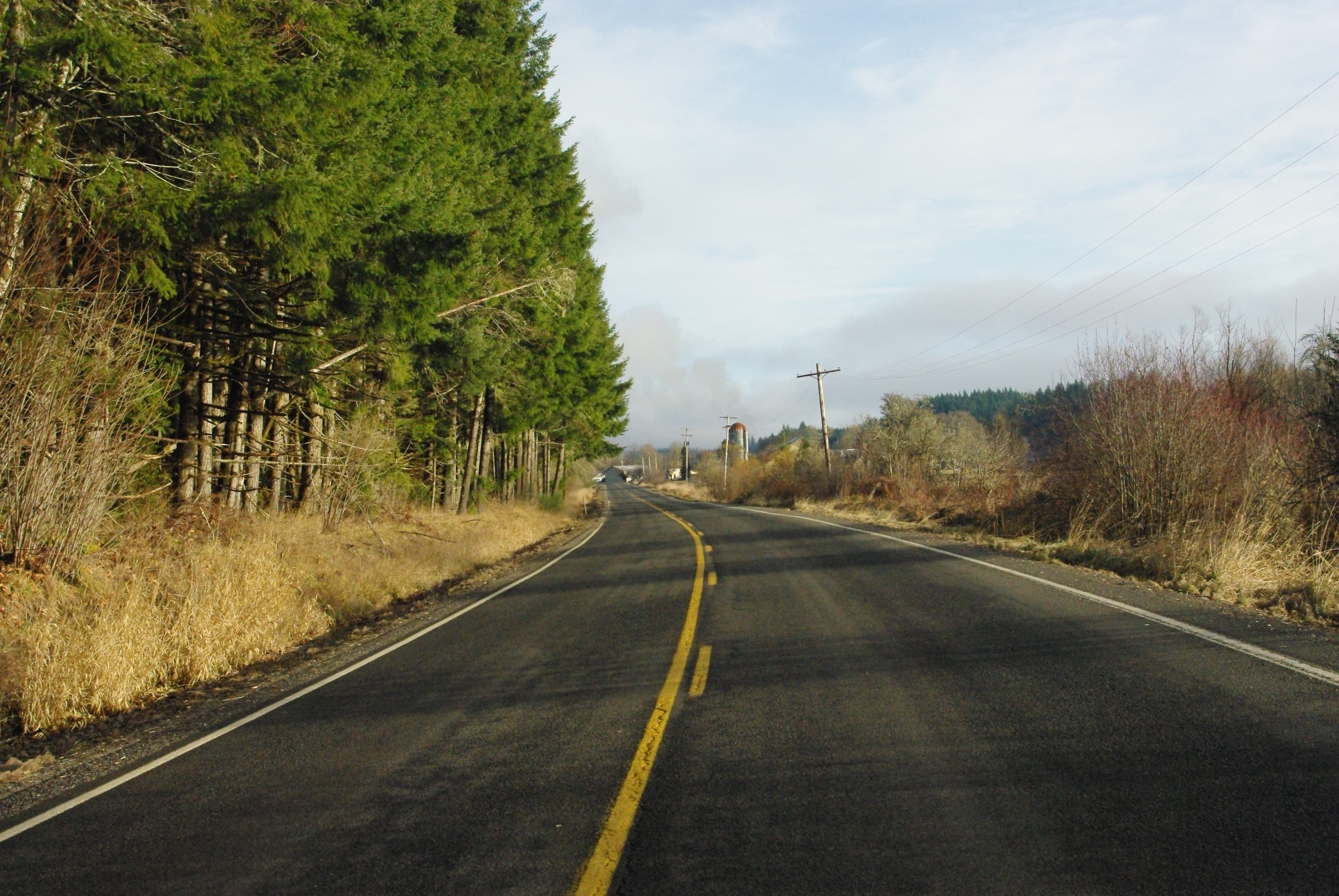
Az út Mist közelében

Az Oregon Route 202 (OR-202) egy oregoni állami országút, amely kelet–nyugati irányban a 101-es szövetségi országút astoriai szakaszától a 47-es út misti elágazásáig halad.
A szakasz a Nehalem Highway No. 102 része.

## Leírás
Az út Astoria és Mist között déli irányú félkört ír le. A pálya a Youngs-folyót követő szakasz után áthalad Olney-n, majd a Clatsop Állami Erdő mellett fut. Jewellnél északkelet felé irányt vált, majd Birkenfield után Mistnél végződik.